# Combustion spontanée (South Park)
Pour les articles homonymes, voir Combustion spontanée.
Combustion spontanée (Spontaneous Combustion en version originale) est le deuxième épisode de la troisième saison de la série animée South Park, ainsi que le 33e épisode de l'émission.

## Synopsis
Des cas de combustion humaine spontanées se produisent à South Park.
La première (celle de Kenny) a lieu en sortant d'une boutique alors que Kyle cherche avec ses amis une érection pour son père, victime de pannes sexuelles.
Le deuxième cas est celui d'une jeune femme. Après l'enterrement de Kenny, Père Maxi demande aux trois héros de jouer les stations du Christ. C'est le père de Stan, un géologue, qui est chargé de résoudre le problème de combustion spontanée.